# Antonio Zavala
Pour les articles homonymes, voir Zavala et Echeverria.
Antonio Zavala Echeverria,, né le 23 janvier 1928 à Tolosa et mort le 2 janvier 2009 à Pampelune, est un prêtre, éditeur, bertsolari, écrivain et académicien basque espagnol de langue basque.

## Biographie
Antonio Zavala entre dans la Compagnie de Jésus en 1945. Il étudie de 1945 à 1960 la théologie, l'enseignement, les sciences humaines et la philosophie dans les collèges jésuites d'Orduña, de Loyola, Xavier et Ona, et puis est ordonné prêtre en 1959. Entre 1961 et 1976, il enseigne à l'école San Ignacio de Saint-Sébastien, puis de 1976 à 1991 pour l'école Javier.
Investigateur de bertsos improvisé, Antonio Zavala détient la plus grande collection d'archives sur le sujet du Pays basque. Lors de la réunion de 1956, Euskaltzaindia ou l'Académie de la langue basque intervient pour lui demander de récupérer des milliers de bertsos dispersés.
En 1961, Euskaltzaindia le nomme membre correspondant et trois ans plus tard, en 1964, il devient académicien titulaire. Antonio Zavala siège comme juré lors des championnats de bersolaris organisés par Euskaltzaindia et est responsable des publications. En effet, le moteur du bertsolarisme dans les années 1960 réside dans les championnats et lors des finales, les bertsos vont être publiées dans la collection Auspoa siégeant à Tolosa. Cette collection créée en 1964 par le père Antonio Zavala, est un véritable trésor du bertsolarisme et de la littérature orale dans son ensemble. Avec plus de 280 volumes, à la fois en prose et Bertso, le père Zavala s'associe avec Joakin Berasategi et à sa maison d'édition Sendoa d'Oiartzun pour les faire publier.
Le premier livre publié était Sagardoaren graziya et rencontre le tolosarra Ramon Artola. Viennent ensuite Bilintx (1962), Ezkontza galdutako bertsoak (I) (1962), Txirrita (1962), Fermin Imaz (1963), Azpeitiko Premiyoaren bertsoak (1963), Pello Errotaren bizitza (1964), Pello Errotak jarritako bertsoak (1964), Festara (Jose Bixente de Echagaray-ren bertso-bilduma) (1964), Pello Errotaren itzala (1965), Pernando Amezketarra bertsolaria (1966), Juan eta Pello Zabaleta bertsolaria (1967), Frantziako Iraultza eta Konbentzioko gerra bertsotan (1989), Auspoaren auspoa, I, II (1996), Oiñez eta jakin miñez (1997) et Ezkontza galdutako bertsoak II (1999).  Antonio Zavala est aussi l'auteur de plus d'une centaine de livres. Il exerce aussi les fonctions de collecteur, superviseur ou éditeur,.
Il collabore à des publications telles que La Voz de España, Diario del Alto Aragón ou El Diario Vasco et aussi dans l'Encyclopédie générale illustrée du Pays basque, publié en 1964 dans la "Collection Auñamendi" Bosquejo e Historia del Bertsolarismo, première et plus importante exposition historique sur ce sujet, et qui comble une importante lacune.
Il a également développé un travail important en tant que conférencier et orateur lors de ses cours, des séminaires et des conférences.
En 1993, commence la série "Bibliothèque du récit populaire" (Biblioteca de Narrativa Popular), cette fois dédiée à la création populaire castillane, qui recueille les travaux d'auteurs tels qu'Indalecio Zaballa, "Masio", Humbelino Ayape, Hilario Jarne, Justo Peña, Daniel Cuesta, Félix Lumbreras ou Eloy Tejada. En 1996, il reçoit le prix Argizaiola au Salon du livre et du disque basques de Durango.
Avec son ouverture et son humanisme, la curiosité l'amènera à explorer le monde populaire, rencontrer des gens vivant dans la ruralité des Bardenas, Jaca, Burgos, en Cantabrie, dans les Asturies, Jaén, Leon, etc.
Docteur Honoris Causa à l'université de Deusto en 1999, le 7 octobre 2000, le conseil municipal de Tolosa le nomme « fils préféré ».
Il est mort le 2 janvier 2009 à Pampelune à l'hôpital de San Miguel et à l'âge de 80 ans.

## Publications
Théâtre
- Pastor Izuela (1780-1837). Ezkioko ta Segurako itxuak, 1971, Auspoa ;
- Periyaren zalaparta. (Melitona-ren bi senarrak. Mendibetarren Larriyak. Utzi bearko gizon bikañak), 1963, Auspoa.

Collections
- Juan eta Pello Zabaleta bertsolariak, 1967, Auspoa ;
- Xenpelar bertsolaria, 1969, Auspoa ;
- Zapirain anaiak, 1975, Auspoa.

Bertsos
- Afrika-ko gerra. 1859-1860, 1977, Auspoa ;
- Alkain aita-semeak, 1970, Auspoa ;
- Alza-ko bertsolari zaarrak (Jose Garmendia, Andres Arrieta, Patxiko Arzak, Xaturdino Erauskin, Artzai-txikiya), 1968, Auspoa ;
- Alzo-ko Imaz bertsolaria, 1967, Auspoa ;
- Ameriketako bertsoak, 1984, Auspoa ;
- Amodiozko penak bertso berrietan, 1976, Auspoa ;
- Arrantzaleen bizitza, 1978, Auspoa ;
- Atano ta Estrada Bertsolariak, 1970, Auspoa ;
- Axentxio Txanka Bertsolaria, 1966, Auspoa ;
- Azkoitia-ko Bertsolari Zarrak (Kortazar, Uztarri, Sokin, Muno, Otsolarre, Lorenzo Garate, Urkiolegi, Patxi Laja eta Balentxi), 1970, Auspoa ;
- Azpeitiko Premiyoaren Bertsoak (1893-1895), 1963, Auspoa ;
- Baso-mutillak, 1979, Auspoa ;
- Berridi eta Kuxkullu bertsolariak, 1980, Auspoa ;
- Bidasoa aldeko bost bertsolari (J.A. Sanziñena, J.M. Bera ; P.M. Etarte ; J. Maitarena ; Trinidad Urtasun), 1970, Auspoa ;
- Errenteria-ko Bertsolari Zaarrak, 1968, Auspoa ;
- Errikotxia, Itxase eta beste zenbait bertsolari, 1966, Auspoa ;
- Euskal jokoak bertsotan. I, 1984, Auspoa ;
- Euskal jokoak bertsotan. II, 1985, Auspoa ;
- Ezkondu bearreko bertsoak, 1986, Auspoa ;
- Fermin Imaz. Bertso guziak, 1963, Auspoa ;
- Frantzesteko bertsoa-I, 1991, Auspoa ;
- Frantzesteko bertsoa-II, 1991, Auspoa ;
- Frantziako iraultza eta konbentzioko gerra bertsotan, 1989, Etor ;
- Gaztelu Bertsolaria, 1966, Auspoa ;
- Iru anai bertsolari, 1968, Auspoa ;
- Iru bertsolari. Agustin Zakarra, Patxi Bakallo, Pedro Santa Cruz, 1967, Auspoa ;
- Iru bertsolari. Saiburu-ko Juan José, Nikolas, eta Anjel Lujanbio, 1967, Auspoa ;
- Iturzaeta Bertsolaria, 1969, Auspoa ;
- Jaioak bizi nai, 1979, Auspoa ;
- Jan-edanaren bertsoak. I, 1982, Auspoa ;
- Jan-edanaren bertsoak. II, 1982, Auspoa ;
- Juan Mari Zubizarreta bertsolaria (1855-1905), 1969, Auspoa ;
- Juan eta Pello Zabaleta bertsolariak, 1967, Auspoa ;
- Karlisten leenengo gerrateko bertsoak, 1992, Auspoa ;
- Kaskazuri bertsolaria. J.J. Urbieta Yarzabal: 1873-1932, 1973, Auspoa ;
- Kristaubidea bertsotan. I, 1984, Auspoa ;
- Kristaubidea bertsotan. II, 1984, Auspoa ;
- Kuba-ko gerra, 1983, Auspoa ;
- Larraburu, Lexoti ta Belentin bertsolariak, 1973, Auspoa ;
- Lexo bertsolaria, 1968, Auspoa ;
- Mendaro Txirristaka bertsolaria, 1974, Auspoa ;
- Mixioetako bertsoak. I, 1983, Auspoa ;
- Mixioetako bertsoak. II, 1983, Auspoa ;
- Motza, Zulaika ta Ugalde bertsolariak, 1969, Auspoa ;
- Nekazariak bai miseriak, 1979, Auspoa ;
- Neska-mutillen arteko bertsoak, 1985, Auspoa ;
- Noe-ren Ontzia, 1979, Auspoa ;
- Oiartzungo beste lau bertsolari, 1974, Auspoa ;
- Oiartzungo bost bertsolari (Eperra, Urtxalle, Krixoxtomo, Naparra ta Mantzesa), 1973, Auspoa ;
- Patxi Erauskin bertsolaria (1874-1945). I, 1978, Auspoa ;
- Patxi Erauskin bertsolaria (1874-1945). II, 1978, Auspoa ;
- Patxi Erauskin bertsolaria (1874-1945). III, 1978, Auspoa ;
- Paulo Yanzi ta bere lagunen bertsoak, 1968, Auspoa ;
- Pello Errota. Pedro Elizegi Maiz (1840-1919), 1992, Auspoa ;
- Pello Errotak jarritako bertsoak bere alabaren argibideekin, 1963, Auspoa ;
- Pello Errotaren itzala. Pello eta bere senide eta ondorengoen bertso bilduma, 1965, Auspoa ;
- Pernando Amezketarra bertsolaria, 1966, Auspoa ;
- Soldaduzkako bertsoak, 1979, Auspoa ;
- Txabolategi. Elkoro eta Leunda bertsolariak, 1980, Auspoa ;
- Txapel Bertsolaria, 1970, Auspoa ;
- Txapel bertsolaria. Euxebio Eizmendi, 1969, Auspoa ;
- Txirrita (liburua, 1992) Txirrita, 1992, Auspoa ;
- Txirrita. Bizitza eta bat bateko bertsoak, 1962, Auspoa ;
- Txirritaren Bertsoak (I), 1971, Auspoa ;
- Txirritaren Bertsoak (II), 1971, Auspoa ;
- Udarregi Bertsolaria, 1966, Auspoa ;
- Ustu ezin zan ganbara. Txirritaren zenbait bertso eta gertaera, 1976, Auspoa ;
- Xenpelar Bertsolaria, 1981, Auspoa ;
- Xenpelar bertsolaria, 1969, Auspoa ;
- Zapirain anaiak. Juan Krutz (1867-1934), Joxe (1873-1957 ;, 1975, Auspoa ;
- Zarautz-ko Zaldubi bertsolaria, 1967, Auspoa ;
- Zepai bertsolaria. Akilino Izagirre Amenabar, 1906-1971, 1971, Auspoa ;
- Zubeltzu ta Saikola bertsolariak, 1970, Auspoa.